# Karel Sklenička (fotbalista)
Karel Sklenička (19. dubna 1912 – 20. května 1990) byl český fotbalista, záložník a fotbalový trenér.

## Fotbalová kariéra
Hrál za Slávii Praha a SK Kladno. V lize odehrál 161 utkání a dal 1 gól. Se Slavií získal v roce 1937 mistrovský titul.

## Ligová bilance
| Ročník                                     | Zápasy | Góly | Klub            |
| ------------------------------------------ | ------ | ---- | --------------- |
| Státní liga 1936/37                        | -      | -    | SK Slavia Praha |
| Státní liga 1937/38                        | -      | -    | SK Slavia Praha |
| Státní liga 1938/39                        | 7      | 0    | SK Kladno       |
| Národní liga 1939/40                       | -      | -    | SK Kladno       |
| Národní liga 1940/41                       | -      | -    | SK Kladno       |
| Národní liga 1941/42                       | -      | -    | SK Kladno       |
| Národní liga 1942/43                       | -      | -    | SK Kladno       |
| Národní liga 1943/44                       | -      | -    | SK Kladno       |
| Státní liga 1945/46                        | -      | -    | SK Kladno       |
| Státní liga 1946/47                        | -      | -    | SK Kladno       |
| Státní liga 1948/49                        | -      | -    | SK Kladno       |
| Celostátní československé mistrovství 1949 | -      | -    | SONP Kladno     |
| CELKEM                                     | 161    | 1    |                 |

## Trenérská kariéra
V lize vedl SONP Kladno (1952–1955, 1960–1962 a 1969/70) a Spartak Hradec Králové (1957/58).